# Капустин, Алексей Михайлович
Алексей Михайлович Капустин (род. 7 февраля 1993, Москва) — российский архитектор, специалист в области классической, традиционной и религиозной архитектуры. Лауреат премии Президента РФ, золотой медали Российской академии художеств, государственных и религиозных наград, удостоен наград спецслужб РФ, победитель международных и всероссийских конкурсов в области архитектуры и градостроительства. Советник Российской академии архитектуры и строительных наук, директор Центра классической и традиционной архитектуры, доцент Московского архитектурного института, член Союза архитекторов России и Императорского Палестинского православного общества.
Автор таких проектов, как создание и развитие Саровско-Дивеевского кластера (архитектурно-градостроительная концепция), русско-сербского собора в честь Царственных страстотерпцев в г. Баня-Лука (Босния и Герцеговина), благоустройство Псково-Печерского монастыря, восстановление Чудова и Вознесенского монастырей Московского Кремля, возрождение исторических центров городов: Ростов Великий (Ярославская область), Арзамас (Нижегородская область), Печоры (Псковская область). Также является автором проектов Саровских и Святых Врат Серафимо-Дивеевского монастыря, межрелигиозного центра в Москве, а также ряда соборов, церквей и часовен.

## Биография
Родился 7 февраля 1993 года в Москве в семье архитекторов. Представитель архитектурной династии, насчитывающей четыре поколения.
Окончил Московский архитектурный институт (МАРХИ) с отличием:
- Бакалавриат — 2016
- Магистратура — 2018
- Аспирантура — 2021

С 2018 года работает в МАРХИ, где руководит, преподаёт архитектурное проектирование и теорию архитектуры.

## Профессиональная деятельность
А. М. Капустин ведёт активную творческую деятельность в сфере традиционной архитектуры, реставрации и восстановления утраченных памятников, а также архитектурного и градостроительного проектирования в духе исторических традиций. Преимущественно занимается проектами общественного характера (при поддержке Администрации Президента РФ, ФСО, Росатома, Русской православной церкви и других традиционных конфессий).
Руководит архитектурной мастерской (более 40 сотрудников).
Выступает на телевидении, общественных и научных мероприятиях, соавтор документальных фильмов о культуре и зодчестве.

## Реализованные проекты и планируемые реализации
- Концепция территориального кластера «Арзамас — Саров — Дивеево»[6]
- Развитие Псково-Печерского монастыря
- Концепция воссоздания и графической реконструкции Чудова и Вознесенского монастырей в Московском Кремле[7][8]
- Автор и руководитель проекта межрелигиозного Центра Российской Федерации в Новой Москве согласованного с представителями традиционных религий страны (проект разработан совместно с Московским Муфтиятом, Буддийской традиционной Сангхой, Федерацией еврейских общин России)[9][10][11][12]
- Русско-сербский собор в г. Баня-Лука, Босния и Герцеговина[13]
- Центр русской культуры и экзархат РПЦ в Республике Уганда[14][15]
- Автор проектов реализованных храмов: Храм Св. Сергия Радонежского г. Москва, Чертаново; Саровские Врата Нижегородская область; часовен Свв. Серафима Саровского и Сергия Радонежского с. Дивеево Нижегородской области; объектов благоустройства мемориальных парков, мест паломничества, исторических городов, поселений и монастырей: г. Арзамас, г. Ростов Великий, ряда городов Московской области, Серафимо-Дивеевского монастыря[16][17][18][19]
- Проекты в Турции, Египте, Бахрейне, ОАЭ[20]
- Работает над проектами возрождения разрушенных храмов в «Новых регионах Российской Федерации», выезжая непосредственно в зону проведения СВО[21][22]
- Композиции росписей храма святой Матроны в г. Добой и трапезной монастыря Александра Невского в г. Углевик Боснии и Герцеговины[23][24]
- Развитие исторических центров городов Арзамас, Ростов и Печоры[25]
- Благоустройство Свято-Успенского Псково-Печерского и Свято-Троицкого Серафимо-Дивеевского монастырей
- Благоустройство общественных пространств в с. Дивеево[26][27]
- Благоустройство Московских парков: парка культуры и отдыха «Сокольники», музея-заповедника «Коломенское» и центрального парка культуры и отдыха им. М. Горького

## Преподавательская и общественная деятельность
С 2018 года преподаёт в МАРХИ, является доцентом кафедры архитектуры и градостроительства.
Активно участвует в федеральных и международных форумах, выставках и образовательных программах.
Участвовал в Всемирном фестивале молодёжи и студентов, Международных рождественских образовательных чтениях и др.

## Архитектурная позиция
А. М. Капустин выступает за сохранение исторического облика городов, против застройки без учёта культурного контекста.
Призывает к созданию архитектуры, отражающей традиции и ценности России.

## Награды и признание
Алексей Капустин награждён рядом государственных, профессиональных и общественных наград, среди которых:
- Премия Президента Российской Федерации для молодых деятелей культуры (2025)
- Медаль Российской академии художеств (2018)
- Медаль Министерства строительства Российской Федерации
- Медаль Фёдоровской иконы Божией Матери III степени
- Памятная медаль «За верность воинским традициям»
- Награды Российской академии архитектуры и строительных наук
- Награда за архитектурный проект в Уганде
- Аттестат советника Российской академии архитектуры и строительных наук
- Диплом VII Международной премии «Золотой Трезини»
- Грамота ФСБ России (2022)
- Грамота ФСБ России (2024)
- Победитель грантовых конкурсов и форумов («Таврида», «Города» и др.)
- Грамота Российской академии архитектуры и строительных наук за успешную реализацию эскиза Духовно-просветительского центра в Республике Уганда (2024)
- Грамоты МАРХИ за научную и исследовательскую деятельность
- Грамота 19-го Всемирного фестиваля молодежи и студентов за вклад в научные и образовательные программы (2017)
- Лауреат международных и всероссийских архитектурных фестивалей
- Диплом Международной ассоциации союзов архитекторов за дипломный проект бакалавра архитектуры (2016)
- Диплом первой степени Международного смотр-конкурса выпускных квалификационных работ по архитектуре и дизайну (МООСАО) (2016)
- Лауреат конкурса II Фестиваля «Драйверы развития современного города» в номинации «Архитектурный объект (общественный)» (2017)
- Серебряный диплом Международного форума архитектуры и дизайна «ФАРДИЗ-2015» за проект реконструкции Парамоновских складов.
- Диплом участника выставки «Архитектурное наследие — 2020»
- Благодарственное письмо Совета Федерации за гуманитарную помощь
- Благодарность от Министерства благоустройства Московской области
- Благодарность от МАРХИ за проекты в Псковской области (2024)
- Благодарственное письмо от Губернатора Нижегородской области А. М. Капустину
- Благодарность Фонда поддержки христианской культуры за сотрудничество с МАРХИ
- Благодарность от Посла России в Боснии и Герцеговине И. А. Калабухова за сотрудничество с Русским культурным центром

## Научная и просветительская деятельность
А. М. Капустин является автором множества научных и публицистических работ, учебных и методических пособий, альманахов, а также участником и консультантом ряда документальных проектов.

### Основные публикации
- Капустин А. М. «Возрождение пространства. Современное градостроительство в исторических центрах России» // Журнал АУИПИК «Охраняется государством», № 02/2024
- Капустин А. М. «Архитектура в идеях предреволюционной России» // XXXII Алпатовские чтения
- Капустин А. М. «Дивеево в кольце большой стройки» // Журнал Московской Патриархии[28]
- Капустин А. М. «Архитектурные стили церковного зодчества дореволюционной России» // Журнал «Инновации и инвестиции»
- Капустин А. М. «Развитие на основе истории: возрождение утраченного облика вернёт городу уникальность» // Журнал АУИПИК «Охраняется государством» Журнал АУИПИК «Охраняется государством»
- Капустин А. М. «Принцип эволюции храмового зодчества России второй половины XIX века и историзм в архитектуре» // Журнал «Инновации и инвестиции»
- Капустин А. М. «Храмовое зодчество и художественный потенциал современного общества» // Журнал «Перспективы науки / Science Prospects», № 4 (139), 2022[29]
- Капустин А. М. «Архитектура начала XX века: новаторство или традиция» // Архитектура. Строительство. Дизайн, № 03/04 (100/101), 2020.
- Капустин А. М. «Модель мироздания» // Журнал АУИПИК «Охраняется государством», Журнал АУИПИК «Охраняется государством» № 02/2020.
- Капустин А. М. «Традиция как основа создания образа современного православного храма» // XXVI Международные Рождественские образовательные чтения, 2018.

### Книги и пособия
- Швидковский Д. О., Ревзина Ю. Е., Капустин А. М. Последние храмы России императорской эпохи. — М.: Архитектура-С, 2022. — 616 с. ISBN 978-5-9647-0355-6[30]
- Девятов С. В., Капустин А. М., Скабичевская А. Б. Московский Кремль. Памятники и святыни. Монастыри. — М.: Мерлон, 2024. — 208 с. ISBN 978-5-604-91100-6[31]
- Капустин А. М. Фотограмметрический метод фиксации состояния и создания проектов восстановления храмов. — М.: МАРХИ, 2019[32]
- Капустин А. М. Традиционные принципы композиционного проектирования в современном градостроительстве. — М.: МАРХИ, 2019[33]

### Альманахи и авторские издания
- Капустин А. М. Храмовое зодчество. Проекты и концепции. — М.: МАРХИ, 2024.
- Капустин А. М. Центр классической и традиционной архитектуры. Портфолио. — М.: МАРХИ, 2024.
- Капустин А. М. Реализация проекта «Саровские врата». — М.: МАРХИ, 2022.
- Капустин А. М. Эскиз архитектурно-градостроительного развития Свято-Троицкого Серафимо-Дивеевского монастыря. — М.: МАРХИ, 2021.

### Участие в фильмах и медиапроектах
- Неизвестный Кремль. Истории, легенды, факты — телеканал «Звезда», 2023[34]
- Жизнь как Чудов — телеканал «Россия 24», 2020[35]
- Святыни Кремля — студия AF Production, 2017

### Интервью и публичные выступления
- Интервью ТАСС о восстановлении более 20 храмов в ДНР и Новороссии[36]
- Интервью журналу Храмоздатель о перспективах храмовой архитектуры в России[37]
- Интервью ТАСС о строительстве русского храма в Республике Сербской[38]
- Интервью порталу Православие.ru: «Храмовое зодчество и православный культурный код»[39]
- Интервью газете «Вечерняя Москва» о проекте храмового комплекса в Уганде[40]
- Интервью Телеканалу «СПАС»: Возвращая традицию. Кто строит современные храмы?[41]
- А. М. Капустин в интервью для «Дом Господень» (2023) рассказал о традиции как ключе к эволюции церковной архитектуры[42]
- Интервью телеканалу СОЮЗ: Церковь и общество[43]
- Директор Центра Капустин А. М. провел лекцию в рамках конкурса «Достояние» 2024[44]
- Интервью телеканалу СОЮЗ: Плод веры[45]
- Телеканал «Россия-Культура» о проектах Центра на выставке-форуме «Россия» ВДНХ[46]
- А. М. Капустин на встрече с писателем Константином Ковалевым-Слущевским, телеканал СПАС